# Theo Anghel
Theo Anghel (n. 9 noiembrie 1970, București, România) este o scriitoare română de fantasy renumită pentru seriile Am murit, din fericire și Păcatele fiului.

## Biografie
A debutat ca scriitoare în anul 2014, cu primul volum al seriei Am murit, din fericire, Întoarcerea, lansat la Târgul de Carte Gaudeamus. Înainte de asta, în vara aceluiași an, a înscris volumul Întoarcerea, pe atunci considerat un roman de sine stătător, la un concurs de debut literar. A mărturisit într-un interviu că a făcut-o fără să aibă așteptări, ci doar pentru a bifa și experiența aceasta. Volumul a fost ales printre cele 10 titluri finaliste dintre sutele înscrise. În luna noiembrie, anul 2014, volumul a fost lansat oficial. Succesul lui a determinat-o pe Theo Anghel să scrie o continuare, apoi, la cererea cititorilor, seria s-a întregit cu încă trei volume. București FM a inclus seria printre cele recomandate cititorilor români .

Odată cu lansarea celei de-a doua serii fantasy, Păcatele fiului, Theo Anghel și-a consolidat statutul de autoare de fantasy contemporan românesc. Seria continuă să fie în topul bestseller Quantum. În noiembrie 2019, la Târgul internațional de carte Gaudeamus , a lansat primul volum dintr-o serie nouă, numită Regatul inocenților , roman al cărui stil a fost descris ca o combinație perfectă între J. R. R. Tolkien și George R. R. Martin

A lucrat ca editor pentru diverse site-uri literare, a fost realizator de emisiuni la postul de radio online Vocativ, iar din anul 2015 este redactor la editura Quantum Publishers, unde a contribuit la lansarea pe piața de carte românească a multor autori.

Theo Anghel este căsătorită și are un fiu. Are București ca reședință stabilă, dar momentan locuiește în Suedia.

## Opere

#### Am murit, din fericire (serie)
- Întoarcerea - Am murit, din fericire - vol. 1 (2014)
- Chaos - Am murit, din fericire - vol. 2 (2016)
- Dincolo - Am murit, din fericire - vol. 3 (2016)
- Purgatorio - Am murit, din fericire - vol 4 (2016)
- Diabolic - Am murit, din fericire - vol 5 (2017)

#### Păcatele fiului (serie)
- Cartea întâi (2019)
- Cartea a doua (2019)
- Cartea a treia (2019)
- Cartea a patra (2019)

#### Regatul inocenților (serie)
- Cartea întâi (2019)
- Cartea a doua (2020)
- Cartea a treia (2021)

#### Romane
- Rochia aurie (2016)
- Bărbat de casă (2021)